# Emporia (indkøbscenter)
 For alternative betydninger, se Emporia. (Se også artikler, som begynder med Emporia)
Emporia er et indkøbscenter, der er beliggende i Malmø-bydelen Hyllie nær Malmö Arena og Hyllie Station. 
Centret åbnede den 25. oktober 2012. Målt på butikker er Emporia med sine ca. 149 butikker det blandt de største indkøbscentre i Skandinavien. Centret har et samlet areal på 93.000 m² (Field's: 115.000 m²) fordelt på tre etager, og anlægssummen udgjorde 2 milliarder svenske kroner inklusive parkeringspladser, boliger og kontorer. Arkitekten bag byggeriet er Gert Wingårdh. Centret ejes og drives af Steen & Strøm.
I august 2022 fandt et skyderi sted i centret. En mand blev dræbt og en kvinde såret.

## Galleri
- Emporia fra nord.
- Tagparken.
- Havstorvet.